# Je te survivrai (chanson)
Pour les articles homonymes, voir Je te survivrai.
Singles de Jean-Pierre François
Il a neigé sur les lacs
(1990)
Je te survivrai est une chanson du chanteur français Jean-Pierre François. Elle est écrite et composée par Didier Barbelivien. La chanson sort en juin 1989 comme premier single de son unique album studio Des nuits (1990), sur lequel elle est le neuvième et dernier titre. Les chœurs de la chanson sont assurés par la chanteuse Bibie.
Elle a été un tube de l'été en France, atteignant la deuxième place du Top 50, et est devenue une chanson populaire au fil des ans. Elle a également été certifiée disque d'or pour plus de 500 000 exemplaires vendus.

## Contexte et sortie
Jean-Pierre François, qui vient de vivre une séparation sentimentale, se rend sur la Côte d'Azur où il rencontre l'auteur-compositeur Didier Barbelivien dans une discothèque ; il est dit que Barbelivien, impressionné par le physique athlétique de François, aurait dit à son ami Félix Gray : « Tu vois ce type ? Je vais lui écrire un tube ». Il propose donc à François de lui écrire une chanson qui traiterait de sa récente séparation. L'enregistrement de Je te survivrai s'avère être difficile car Jean-Pierre François a un léger zézaiement et une voix plus fluette que prévu, si bien que Barbelivien veut d'abord abandonner ; mais l'ingénieur du son Bernard Estardy a l'idée de faire enregistrer Jean-Pierre François avec une voix cassée, puis de mixer la chanson pendant des semaines,,. À l'époque, une rumeur persistante affirmait que ce serait la voix de Barbelivien, modifiée en studio, qui aurait été utilisée pour la chanson.
Le succès du single a permis à Jean-Pierre François d'enregistrer un album, Des nuits, qui est sorti en 1990 et a donné lieu à un autre succès : Il a neigé sur les lacs, qui s'est classé à la 6eme place du Top 50.

## Clip vidéo
Le clip de Je te survivrai, réalisé par Simon Lelouch, montre le chanteur chevauchant sur les plages de Camargue. Il a été parodié par Les Nuls, renommé en Vous me subirez, mais également par Les Inconnus ayant adapté la chanson Ne me quitte pas sur la mélodie originale.

## Accueil commercial
En France, Je te survivrai a débuté à la 41e place du classement du 24 juin 1989, est entré dans le top 10 cinq semaines plus tard et a atteint la deuxième place pendant quatre semaines consécutives, mais a été bloqué à la première place par le succès international du groupe Kaoma, Lambada. Il a quitté le top 50 après 23 semaines de présence, dont 13 passées dans les dix premières places du Top 50. Il a été certifié disque d'or par le Syndicat national de l'édition phonographique pour plus de 500 000 exemplaires vendus,.
Dans l'Eurochart Hot 100, il a débuté à la 69e place le 22 juillet 1989 et a atteint un pic à la 12e place lors de ses septième et neuvième semaines, avant de quitter le classement après 19 semaines.

## Liste des titres
| A. | Je te survivrai         | 4:22 |
| B. | Je l'ai revue hier soir | 3:33 |

| A. | Je te survivrai (remix) | 5:54 |
| B. | Je l'ai revue hier soir | 3:33 |

## Crédits
- Jean-Pierre François – chant
- Didier Barbelivien – paroles, musique
- José Souc – guitare acoustique
- Bibie – chœurs
- Bernard Estardy – ingénieur du son
- Bernard Leloup – photographie

Enregistrement au Studio CBE à Paris.

## Classements et certifications
| Classement (1989–90)          | Meilleure position |
| ----------------------------- | ------------------ |
| Europe (Eurochart Hot 100)    | 12                 |
| France (SNEP)                 | 2                  |
| Québec (Palmarès francophone) | 39                 |

| Classement (1989)          | Position |
| -------------------------- | -------- |
| Europe (Eurochart Hot 100) | 52       |
| France (SNEP)              | 9        |

### Certification
| Pays                                                             | Certification | Ventes certifiées |
| ---------------------------------------------------------------- | ------------- | ----------------- |
| France (SNEP)                                                    | Or            | 500 000*          |
| *Ventes selon la certification xNon précisé par la certification |               |                   |

## Historique de sortie
| Pays   | Date | Format                     | Label         |
| ------ | ---- | -------------------------- | ------------- |
| France | 1989 | - 45 tours - maxi 45 tours | Zone Music    |
| Canada | 1989 | 45 tours                   | Charles Talar |